# Araucaria biramulata

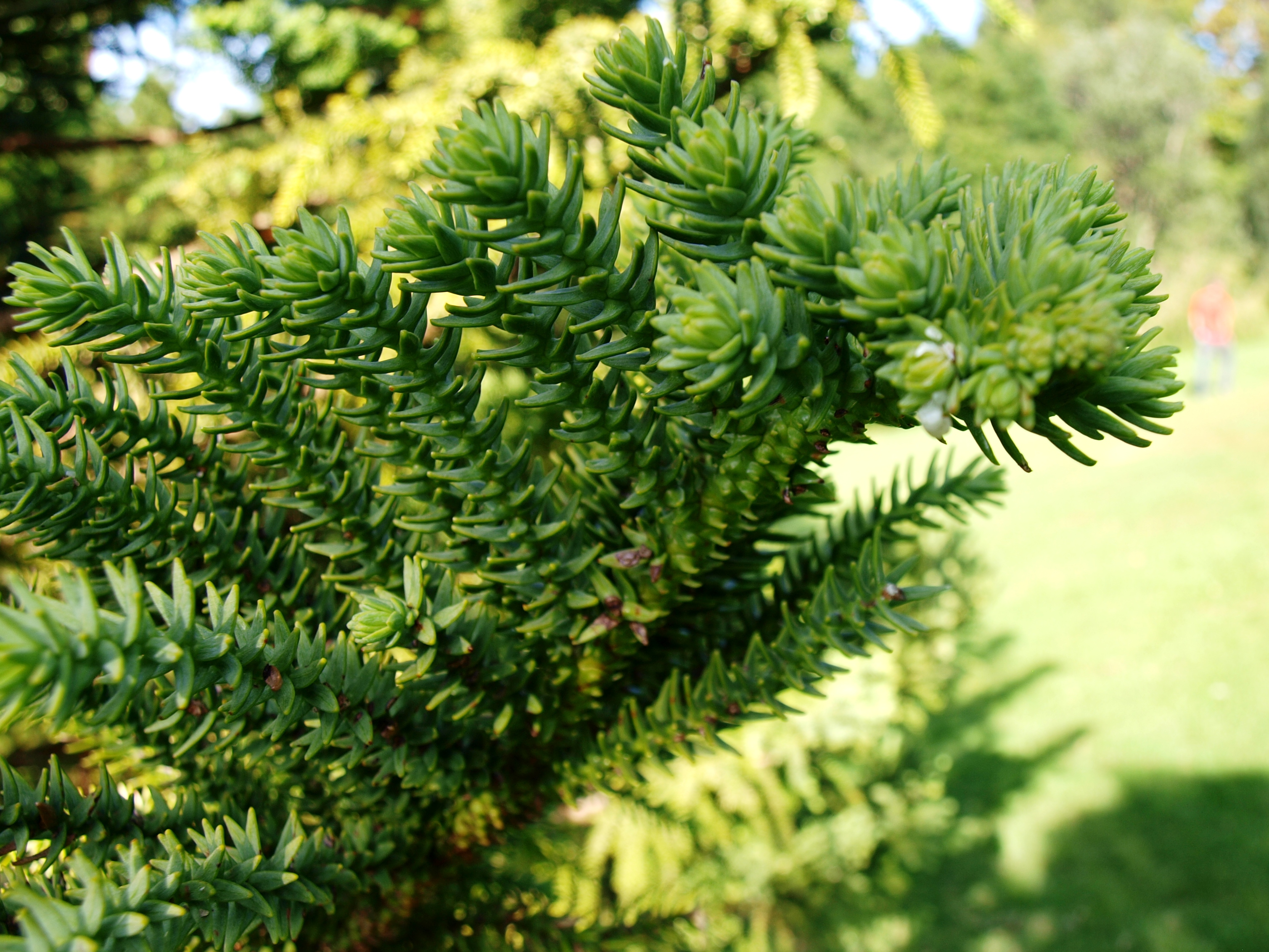

Araucaria biramulata (араукарія бірамульська) — вид хвойних рослин родини араукарієвих.

## Поширення, екологія
Країни проживання: Нова Каледонія. Проживає на висотах від 190 до 1150 метрів у щільних вологих вічнозелених лісах і в районах з 1500 до 3000 мм опадів на ультраосновних ґрунтах.

## Морфологія
Колоноподібне дерево до 30 м заввишки, з численними, розлогими гілками. Кора сіра або бура. Чоловічі шишки циліндричні, 6–7 см у довжину і 5–2 см ширину. Жіночі шишки 9–10 см в довжину і 8–9 см ширину. Насіння до 3 см довжиною з яйцюватими крилами.

## Загрози та охорона
Відкриті гірничі роботи і пов'язані з цим заходи є основними загрозами в північній частині ареалу. Південні поселення, в тому числі в охоронних районах, в основному, під загрозою пожеж, які перешкоджають регенерації і збільшують фрагментацію. Існують добре захищені субпопуляції на природоохоронній території фр. Rivière Bleue Provincial Park.